# Delahaye Type 145
La 145 era un'autovettura monoposto da competizione prodotta dal 1938 al 1939 dalla Casa automobilistica francese Delahaye.

## Profilo
All'inizio del 1938, il vertice della Delahaye, Charles Weiffenbach, visti gli ottimi risultati ottenuti in campo agonistico dalla Delahaye 135, diede il via ad un progetto mirato ad osare di più nelle competizioni: la realizzazione di una monoposto da competizione in grado di competere con le Mercedes-Benz e alle Auto Union.

Stando ai regolamenti allora vigenti, era consentito utilizzare un propulsore da 4.5 litri di cilindrata con alimentazione atmosferica, cioè aspirato.

Perciò fu realizzato un motore a 12 cilindri a V di 60°, della cilindrata di 4496 cm³. La distribuzione era affidata a tre assi a camme nel basamento, con aste e bilancieri. La potenza massima era di 238 CV a 5500 giri/min.

La sua carrozzeria a forma di siluro era leggera, profilata e bassa (solo 91 cm di altezza) per offrire la minor resistenza aerodinamica. La velocità massima era di 260 km/h.

L'esordio della vettura avvenne con un record, stabilito dalla Type 145 sulla pista di Monthléry, stabilendo una media di 146,654 km/h.

In seguito, la Type 145 ottenne altre affermazioni, la più lampante delle quali fu la vittoria sul circuito di Pau, risalente al 10 aprile 1938, quando la Type 145 sbaragliò le Mercedes-Benz, all'epoca le vetture più competitive. Artefice di tali successi fu il pilota René Dreyfuss.

Con lo scoppio della Seconda guerra mondiale, l'attività della Type 145 fu bruscamente interrotta, per non riprendere mai più.